# Barbara di Hohenzollern
Barbaba di Hohenzollern (Ansbach, 30 maggio 1464 – Ansbach, 4 settembre 1515) era la consorte di Ladislao II di Boemia.

## Biografia
Era figlia del Principe Elettore Alberto III di Brandeburgo, e della seconda moglie Anna di Sassonia, figlia dell'elettore Federico II di Sassonia. Al momento della sua nascita, suo padre governava il margraviato francone di Brandeburgo-Ansbach e ereditò anche il vicino Principato di Kulmbach, dopo la morte del fratello maggiore, Giovanni l'Alchimista. Nel 1471, succedette al fratello Federico Irontone, come elettore di Brandeburgo.

## Matrimoni

### Primo Matrimonio
A Berlino, l'11 ottobre 1472, Barbara, che aveva otto anni, venne data in sposa al duca Enrico XI di Glogau, di circa trent'anni più anziano di lei. Il contratto di matrimonio stabiliva che, in caso di morte senza eredi del duca, il suo Ducato di Głogów doveva passare a sua moglie, in questo modo ritornava agli Hohenzollern. L'unione rimase senza figli. Quattro anni dopo, il 22 febbraio 1476, il duca Enrico morì improvvisamente, forse avvelenato. Questa morte lasciò la duchessa Barbara, con il ducato di Crossen e Kożuchów, ma scoppiò una lunga guerra di successione: il ducato di Slesia era stato un feudo boemo dal 1331, quindi, non solo il parente più stretto di Enrico XI, suo cugino Giovanni II il Pazzo, ex duca di Żagań, rivendica tutta l'eredità, ma anche il re Vladislao II di Boemia e Mattia Corvino. Subito dopo la morte del duca Enrico, il padre di Barbara fece occupare il ducato di Głogów dalle truppe del Brandeburgo sotto il comando del figlio Giovanni Cicerone di Brandeburgo.

### Secondo matrimonio
Nel nome di sua figlia, l'elettore Alberto nominò Otto von Schenk come amministratore provinciale. Nove mesi dopo, Barbara di Brandeburgo si sposò di nuovo, questa volta con il re Ladislao II di Boemia, che voleva ottenere il feudo di Głogów nei suoi domini. Il matrimonio, eseguito per delega con il duca Enrico I di Münsterberg-Oels che fece le sue veci, ebbe luogo nella città di Francoforte sull'Oder il 20 agosto 1476. Il suo rivale Mattia Corvino, fornì al duca Giovanni II il Pazzo un esercito per occupare le terre di Głogów; tuttavia, fu sconfitto dalle truppe di Giovanni Cicerone vicino a Crossen nell'ottobre del 1478.
Alla fine della disputa di successione, Barbara, che contava sul sostegno degli stati di Głogów, dopo le violente lotte con il duca Giovanni II, ottenne finalmente il ducato di Crossen, con le città di Bobrowice, Sulechów e Lubsko, una dote di 50.000 fiorini.
A causa della guerra, Barbara non poté viaggiare in Boemia per il suo matrimonio e per l'incoronazione di persona. Poco dopo, il re Vladislao II decise che il suo matrimonio non consumato e solo giuridico con la principessa del Brandeburgo era inutile e cominciò a cercare una separazione legale. Questo fece infuriato l'elettore Alberto, che nel 1481, ottenne un risarcimento; tuttavia, con la mediazione dei vescovi di Bamberga e Würzburg, voleva ancora continuare la loro alleanza, e offrì anche la figlia di dieci anni Dorotea di Brandeburgo al posto della sorella maggiore, se il re non voleva più Barbara. Il re Vladislao II rifiutò qualsiasi altro accordo con la casa di Hohenzollern, ma rimase legalmente sposato con Barbara anche se non la vide mai.
Alla morte di Mattia Corvino, il 6 maggio 1490, il re di Boemia inseguì anche la corona ungherese, e per ottenere più sostegno a ciò, sposò segretamente la vedova di Corvino, Beatrice di Napoli, il 4 ottobre. Dopo che l'unione divenne pubblica, ciò causò uno scandalo perché il re Vladislao II era bigamo. Questa situazione durò per i successivi dieci anni.

## Morte
Nel frattempo, Barbara ha combattuto contro la sua famiglia per il divorzio dal re Vladislao II; inoltre, si fidanzò segretamente con Conrad di Heideck, nel 1493. Come punizione per il suo comportamento indipendente, Barbara fu imprigionata nel Castello di Plassenburg fino a quando Conrad pose fine al fidanzamento. Cinque anni dopo, il 7 aprile 1500, papa Alessandro VI sciolse definitivamente entrambi i matrimoni del re Ladislao II. Beatrice di Napoli si ritirò ad Ischia, dove morì otto anni dopo. Nel 1502, il re boemo-ungherese sposò Anna di Foix-Candale, parente dei re di Francia e di Navarra, dalla quale ebbe dei figli.
Barbara di Brandeburgo, probabilmente rimase a Plassenburg senza domini o redditi. Senza dubbio, morì nella sua città natale, Ansbach, il 4 settembre 1515. Fu sepolta a Heilsbronn.

## Ascendenza
|                                |                        |                                | Genitori                     |  |  | Nonni |  |  | Bisnonni                 |  |  | Trisnonni                 |  |
|                                |                        |                                |                              |  |  |       |  |  | Federico V di Norimberga |  |  | Giovanni II di Norimberga |  |
|                                |                        |                                |                              |  |  |       |  |  | Federico V di Norimberga |  |  | Giovanni II di Norimberga |  |
|                                |                        | Elisabetta di Henneberg        |                              |  |  |       |  |  | Federico V di Norimberga |  |  |                           |  |
| Federico I di Brandeburgo      |                        |                                |                              |  |  |       |  |  | Federico V di Norimberga |  |  |                           |  |
|                                |                        | Elisabetta di Meißen           | Federico II di Meißen        |  |  |       |  |  |                          |  |  |                           |  |
|                                |                        | Elisabetta di Meißen           | Federico II di Meißen        |  |  |       |  |  |                          |  |  |                           |  |
|                                |                        | Elisabetta di Meißen           | Matilde di Baviera           |  |  |       |  |  |                          |  |  |                           |  |
| Alberto III di Brandeburgo     |                        | Elisabetta di Meißen           |                              |  |  |       |  |  |                          |  |  |                           |  |
|                                |                        | Federico di Baviera-Landshut   | Stefano II di Baviera        |  |  |       |  |  |                          |  |  |                           |  |
|                                |                        | Federico di Baviera-Landshut   | Stefano II di Baviera        |  |  |       |  |  |                          |  |  |                           |  |
|                                |                        | Federico di Baviera-Landshut   | Isabella d'Aragona           |  |  |       |  |  |                          |  |  |                           |  |
| Elisabetta di Baviera-Landshut |                        | Federico di Baviera-Landshut   |                              |  |  |       |  |  |                          |  |  |                           |  |
|                                |                        | Maddalena Visconti             | Bernabò Visconti             |  |  |       |  |  |                          |  |  |                           |  |
|                                |                        | Maddalena Visconti             | Bernabò Visconti             |  |  |       |  |  |                          |  |  |                           |  |
|                                |                        | Maddalena Visconti             | Beatrice Regina della Scala  |  |  |       |  |  |                          |  |  |                           |  |
| Barbara di Hohenzollern        |                        | Maddalena Visconti             |                              |  |  |       |  |  |                          |  |  |                           |  |
|                                | Federico I di Sassonia | Federico III di Meißen         |                              |  |  |       |  |  |                          |  |  |                           |  |
|                                | Federico I di Sassonia | Federico III di Meißen         |                              |  |  |       |  |  |                          |  |  |                           |  |
|                                | Federico I di Sassonia | Caterina di Henneberg          |                              |  |  |       |  |  |                          |  |  |                           |  |
| Federico II di Sassonia        | Federico I di Sassonia |                                |                              |  |  |       |  |  |                          |  |  |                           |  |
|                                |                        | Caterina di Brunswick-Lüneburg | Enrico di Brunswick-Lüneburg |  |  |       |  |  |                          |  |  |                           |  |
|                                |                        | Caterina di Brunswick-Lüneburg | Enrico di Brunswick-Lüneburg |  |  |       |  |  |                          |  |  |                           |  |
|                                |                        | Caterina di Brunswick-Lüneburg | Sofia di Pomerania           |  |  |       |  |  |                          |  |  |                           |  |
| Anna di Sassonia               |                        | Caterina di Brunswick-Lüneburg |                              |  |  |       |  |  |                          |  |  |                           |  |
|                                |                        | Ernesto I d'Asburgo            | Leopoldo III d'Asburgo       |  |  |       |  |  |                          |  |  |                           |  |
|                                |                        | Ernesto I d'Asburgo            | Leopoldo III d'Asburgo       |  |  |       |  |  |                          |  |  |                           |  |
|                                |                        | Ernesto I d'Asburgo            | Verde Visconti               |  |  |       |  |  |                          |  |  |                           |  |
| Margherita d'Austria           |                        | Ernesto I d'Asburgo            |                              |  |  |       |  |  |                          |  |  |                           |  |
|                                |                        | Cimburga di Masovia            | Siemowit IV di Masovia       |  |  |       |  |  |                          |  |  |                           |  |
|                                |                        | Cimburga di Masovia            | Siemowit IV di Masovia       |  |  |       |  |  |                          |  |  |                           |  |
|                                |                        | Cimburga di Masovia            | Alessandra di Lituania       |  |  |       |  |  |                          |  |  |                           |  |
|                                |                        | Cimburga di Masovia            |                              |  |  |       |  |  |                          |  |  |                           |  |